# 道路管理者

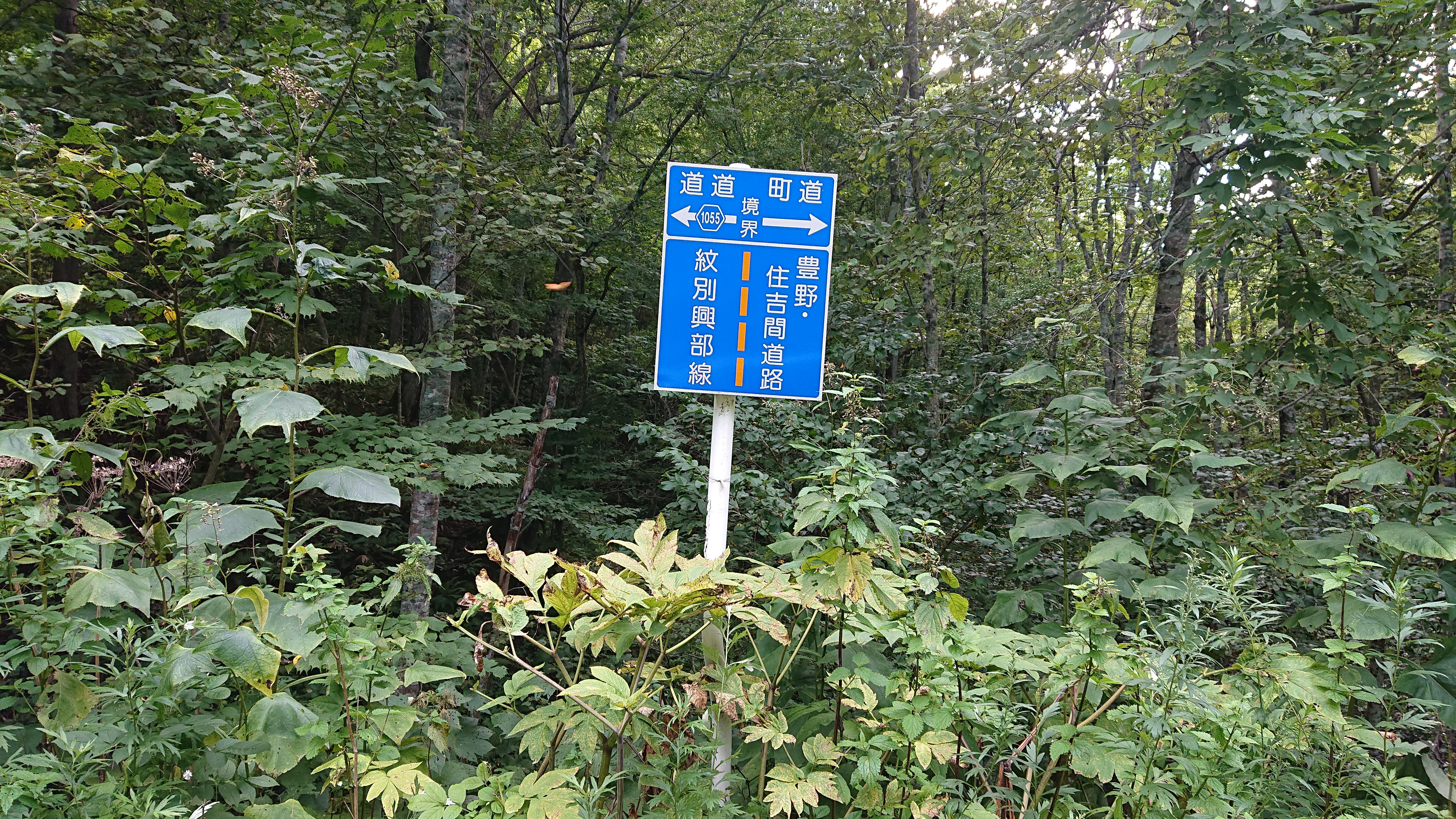
北海道道1055号紋別興部線と町道豊野住吉間道路の境界を示す看板（北海道紋別郡興部町）

道路管理者（どうろかんりしゃ）とは、道路法18条1項に「道路管理者」として規定されるもの（狭義の道路管理者）。他法令で「道路管理者」と呼ぶ場合には、その機能に着目して、狭義の道路管理者以外の実質上の道路の管理者を含む場合もある。

## 概要
道路法によって、私道を除く公道は高速自動車国道、一般国道、都道府県道、市町村道に分けられているが、同法に基づき、それぞれの道路には、道路管理者が設置されることになっている。道路管理者の役割は、道路の新設および改修、交通安全施設や交通施設の一部などの管理を行うことである。
高速自動車国道については、高速自動車国道法第6条では、NEXCO（ネクスコ）各社（旧・日本道路公団）などの高速道路会社ではなく、国土交通大臣が道路管理者とされている。しかしながら、道路整備特別措置法第8条と第9条の規定により、高速道路の道路管理者（国土交通大臣）が持つ権限の多くは日本高速道路保有・債務返済機構および高速道路会社が代行している。
一般国道については、政令で国土交通大臣により指定された区間（指定区間、または直轄国道という）の道路管理者は国土交通大臣、それ以外の部分（指定区間外、または補助国道という）については、その路線の当該都道府県の区域内に存在する部分について都道府県が道路管理者となる。ただし、政令指定都市にある指定区間外の国道と都道府県道は当該の政令市が管理する。国土交通大臣の道路管理者の権限は道路法施行令第41条1項の規定により、地方整備局長および北海道開発局長、沖縄ではさらに内閣府設置法第44条の規定により沖縄総合事務局長に委任される。
また、政令市以外に所在する都道府県道の管理はその路線の存在する都道府県が、市町村道の管理はその路線の存在する市町村が行うと定められている。
道路管理者はその道路の路線が指定され、又は路線の認定・変更が公示された場合には速やかに道路の区域を決定・公示しなければならない。これは道路の供用を開始または廃止した場合も同様である。また、その管理する道路について台帳（道路台帳）を作成し保管する義務を負う。
道路管理者が設置する交通安全施設には、歩道、横断歩道橋、地下横断歩道、道路照明、防護柵、道路標識、道路情報装置など多岐にわたる。道路標識については、案内標識・警戒標識および高さ・幅・重量制限の標識を設置する。このため、その道路の道路管理者を知る方法として、道路に設置されている案内標識やカーブミラーのポール、ガードレールの支柱に貼り付けられている道路管理者名のステッカーを見ることで確認することができる。
道路管理者は、危険防護施設を備えるだけでなく、防災点検を定期実施して、異常気象時に道路が危険な状態となることが予想されるときは、あらかじめ通行止めの処置をとる場合がある。過去には「どのような場合でも道路は通行止めにしてはならない」という道路管理者の対応がなされてきたが、1968年（昭和43年）8月18日に襲った台風によって、岐阜県の飛騨川沿いを走る国道41号が各所で崩落する災害発生で、寸断された道路に立ち往生した観光バス2台が土砂崩壊に巻き込まれて川に転落する事故（飛騨川バス転落事故）が発生し、104名の人命が失われた飛騨川事故の裁判では、責任を重く見て道路管理者に損害賠償を認める司法判断が下されたことによって、これまでの対応が180度方向転換するきっかけとなった。

## 有料道路管理者
道路整備特別措置法第18条第4項に規定する有料道路管理者を言う。これは都道府県道又は市町村道の道路管理者が道路を新設または改築し、かつ料金を徴収するものを言う。
道路公社による地方道路公社の設立には自治体などの規模要件など一定の要件があるが、有料道路管理者についてはそのような要件はない。いずれの管理する有料道路についても工事検査など国土交通省の監督に服する。